# کانگوروی درختی گودفلو
کانگوروی درختی گودفلو (نام علمی: Dendrolagus goodfellowi) کیسه‌داری از تیره درازپایان، سردهٔ کانگوروهای درختی است که در گینه نو یافت می‌شود. در سیاهه قرمز IUCN، این جانور در وضعیت در معرض خطر طبقه‌بندی شده است.